# Nico Robin
Pour les articles homonymes, voir Robin.
 (juin 2024).
Si vous disposez d'ouvrages ou d'articles de référence ou si vous connaissez des sites web de qualité traitant du thème abordé ici, merci de compléter l'article en donnant les références utiles à sa vérifiabilité et en les liant à la section « Notes et références ».
 (juin 2024).
- Si vous ne connaissez pas le sujet, laissez ce bandeau (vous pouvez alors contacter les auteurs).
- Si vous supprimez le contenu mis en cause (vous pouvez préalablement contacter les auteurs),

argumentez précisément cette suppression dans la page de discussion
(un manque de référence n'est pas un argument ; une recherche réelle de référence doit avoir été effectuée, être formellement documentée).
Nico Robin (ニコ・ロビン, Niko Robin) est un personnage du manga One Piece. Elle apparaît pour la première fois dans le tome 13 et dans l'épisode 67 de l'anime, puis rejoint l'équipage de Luffy dans le tome 24.
Nico Robin est une archéologue qui apparaît pour la première fois dans la série sous les traits du bras droit de Crocodile, l'un des sept puissants grands corsaires. Elle est l'antagoniste secondaire de la saga Alabasta.

## Histoire
Durant sa jeunesse, Nico Robin vit sur l'île Ohara, dans West Blue. Sa mère Nico Olvia était partie en mer avec un convoi des meilleurs historiens au monde quand Robin avait 2 ans pour ainsi suivre le rêve de son défunt mari, découvrir la véritable Histoire du siècle oublié. Robin est considérée comme un monstre et rejetée à cause de ses pouvoirs du fruit de l'éclosion (elle peut faire "éclore" des parties de son corps, comme des mains ou des bras supplémentaires). Les seules personnes à l'accepter sont les historiens de l'Arbre de la Connaissance, une gigantesque bibliothèque creusée dans un immense arbre. Elle s'intéresse alors énormément à l'archéologie, et en particulier aux Ponéglyphes, de mystérieuses pierres où sont écrites en une langue ancienne les lignes de l'histoire civilisatrice. Elle arrive alors à les déchiffrer malgré son jeune âge et obtient un diplôme d'archéologue. Cependant, l'étude de ces pierres étant considérée par le Gouvernement Mondial comme un crime, les archéologues d'Ohara font tout pour l'en dissuader.
Un jour, un géant blessé appelé Haguar D. Sauro échoue sur l'île et sympathise avec la petite fille. Lors de leurs échanges fréquents, Sauro enseigne l'importance du rire à Robin, enfant solitaire et morose. En apprenant son nom, il est sous le choc. En effet, ancien vice-amiral de la marine, il s'était lié d'amitié avec une prisonnière, Nico Olivia, qu'il fit s'évader. 
Il apprend à Robin que le gouvernement prépare un Buster Call, une procédure armée visant à détruire l'île. Lors de l'attaque dévastatrice, l'arbre de la connaissance est brûlé, les archéologues et Olvia perdent la vie. Robin aura tout juste le temps de rencontrer sa mère et échanger quelques mots avec elle. Sauro emmène la jeune fille avec lui pour l'évacuer de l'île en flammes. Mais le vice amiral Kuzan (futur amiral Aokiji) intervient, combat et élimine Sauro (ce dernier était considéré comme un hors-la-loi par la Marine après avoir délivré Olvia), mais souhaite respecter la volonté de son ancien collègue et ami. Les dernières paroles du géant à Robin sont un encouragement hilare, l'incitant à prendre la mer où elle y rencontrera des camarades. Devenant la seule personne au monde à pouvoir déchiffrer les Ponéglyphes, le gouvernement met sa tête à prix pour 79 millions de Berry, un record pour une enfant si jeune.
Robin se retrouve donc livrée à elle-même dès l'âge de 8 ans, ne pouvant se fier à personne du fait de l'existence d'une prime colossale et d'une réputation d'"enfant démonique". Elle sera impliquée dans différentes organisations de malfrats et de brigands qui seront ensuite dissoutes. Devenue adulte, elle poursuit sa quête de la vérité en étudiant les pierres antiques. Un jour, elle est approchée par Sir Crocodile, dirigeant l'organisation Baroque Works sous le pseudonyme de Mister Zéro. Le grand corsaire s'intéresse lui aussi aux ponéglyphes et souhaite intégrer la jeune femme dans ses plans. Robin devient alors Miss All Sunday, bras droit de Mister Zéro.

## Miss All Sunday
Elle a, dès sa première apparition, un comportement étrange envers Luffy et son équipage, ennemis de Baroque Works depuis que la princesse Nefertari Vivi leur a demandé leur aide. Elle leur propose de leur venir en aide pour atteindre Alabasta plus rapidement en leur offrant un Eternal Pose. Luffy refuse catégoriquement cette proposition, cependant il semblerait qu'elle ne leur tendait aucun piège avec cette aide. Plus tard, elle sauve même Luffy, gravement blessé par Crocodile et s'enfonçant dans les sables mouvants. Elle semble perturbée par le D. de son nom et par la destinée de leurs porteurs, en ayant rencontré plusieurs en personne.
On découvre au fil des aventures que, malgré son alliance avec Crocodile, elle ne souhaite pas que celui-ci arrive à atteindre son objectif (trouver Pluton, une arme fantastique de l'ancienne civilisation, plus puissante encore qu'un Buster Call) et qu'elle s'est servie de lui uniquement dans le but de découvrir des Ponéglyphes et surtout de retrouver la « véritable histoire » contenue sur le Rio Ponéglyphe. Quand elle découvre que le « seul » Ponéglyphe de la cité d'Alabasta n'était pas celui qu'elle cherchait, mais celui que Crocodile convoitait, elle lui cache la vérité. Ne voyant plus l'utilité de celle-ci, il la poignarde de son crochet au cours d'un rapide affrontement. Bien qu'elle veuille mourir, tant sa quête est désespérée et ses ennemis nombreux, elle est sauvée par Luffy, vainqueur du grand corsaire, qui s'acquitte ainsi de sa dette de sang.
C'est après ça qu'elle décide d'elle-même de rejoindre l'équipage du Chapeau de paille et, bien que distante, elle semble s'y plaire ; Les seules personnes à qui elle parle réellement à bord du bateau sont Roronoa Zoro et Tony Tony Chopper. Avec Nami, son rôle consiste généralement à calmer toute cette bande d'excités, mais de façon plus posée quand même. De plus étant âgée de dix ans de plus que la majeure partie de l'équipage, elle a un peu le rôle de la grande sœur bienveillante. Robin garde toujours beaucoup de secrets et de mystères autour de sa personne, mais Luffy s'en moque, les secrets et le passé des gens ne l'intéressent pas. Seuls comptent le présent et le futur pour lui. C'est ce qui plaît à Robin. Selon son propre aveu, lors de l'interrogatoire mené par Usopp, sa spécialité est l'homicide.
Durant l'arc sur Skypiea, elle découvre que Gol D. Roger était lui-même passionné de Ponéglyphes. Elle découvre sur l'île céleste une nouvelle inscription traitant des Armes Ultimes et prend connaissance d'une autre Arme Mythique : Poseidon. Elle émet également une hypothèse selon laquelle chaque Ponéglyphe mène à un autre et que par conséquent le Rio Ponéglyphe est à Rough Tell, au bout de la Route de tous les périls. Une raison de plus de demeurer au côté du Chapeau de paille.
Après le Davy Back Fighy, sur l'île Long Ring Long Land, l'équipage du chapeau de paille fait la connaissance de l'amiral Aokiji. Ce dernier n'avait cessé de garder un œil sur l'évolution du parcours de Robin et révèle qu'elle a toujours représenté une menace, provoquant la chute de toutes les organisations où elle a pu appartenir. Robin se remémore le traumatisme de la destruction de Ohara ainsi que la mort de Sauro et attaque l'amiral. Celui-ci la maîtrise facilement et la congèle avec ses pouvoirs de glace. Ses compagnons tentent de la protéger et Luffy affronte seul à seul l'adversaire afin de leur permettre de s'échapper. Luffy ne fait pas le poids face à l'intangibilité d'Aokiji et perd rapidement le duel. Sauvée par les soins de Chopper, Robin semble transformée par l'incident, prenant conscience des risques qu'elle fait courir à ses compagnons, dont elle a fini par s'attacher.
À Water Seven, Robin se « sacrifie » pour sauver Luffy et l'équipage des foudres du CP9, organisation secrète du Gouvernement. Elle décide pour la seconde fois de se laisser mourir, cette fois aux mains du Gouvernement Mondial, passant un accord pour que celui-ci épargne l’équipage du Chapeau de paille. Mais son vœu est fortement compromis lorsque Luffy s’entête à aller la retrouver à Enies Lobby, la ville de la cour de justice suprême, au péril de sa vie, en compagnie de son équipage et aidé par toute la Franky Family et certains des charpentiers rencontrés à Water Seven.
À Enies Lobby, Robin est bel et bien décidée à mourir pour que ses compagnons ne soient pas tués. En effet, depuis qu'elle est née, le gouvernement la considère comme une menace pour le monde entier et elle avait fini par croire qu'elle n'avait pas le droit de vivre. Mais après un discours de Luffy, elle finit par reconsidérer son sacrifice face à la détermination des autres et à la prise de conscience qu’elle a enfin trouvé « ses camarades » promis par Sauro. Elle comprend alors que vivre n'est pas un crime malgré ce qu’en dit Spandam, le chef du CP9, et finit par crier à Luffy : « Je veux vivre ! ». Il n'en fallait pas moins pour que l'équipage parte à l'assaut de la forteresse. Luffy va même jusqu'à déclarer ouvertement la guerre au Gouvernement Mondial en demandant sans hésiter à Sogeking de brûler leur drapeau : « Brûle moi ce torchon ! ».
Robin est, en fait, plus que jamais, un obstacle de taille pour le Gouvernement. En effet, non seulement elle est la seule personne connue à pouvoir déchiffrer les Ponéglyphes, mais elle est depuis la destruction des plans de Pluton par Franky, la seule personne qui sait où se cache cette arme fantastique. Ses manies pour les manipulations et trahisons en tout genres renforcent également son statut d'ennemi public. Après les événements d'Enies Lobby, sa prime augmente à 80 millions de berrys. Elle se considère alors enfin comme membre à part entière de l'équipage au chapeau de paille (symboliquement, elle appelle dorénavant ses camarades par leur noms et non plus par un surnom ou un titre).

## Séparation de Luffy
Elle est l'avant dernière (juste avant Luffy) à avoir été envoyée sur une île par le Grand Corsaire Bartholomew Kuma, qui se révélera ensuite faire partie du groupe Révolutionnaire dirigé par Monkey D. Dragon, le propre père de Luffy. À la suite de l'attaque de Kuma, Robin s'est retrouvée sur l'île de Tequila Wolf sur East Blue, où les habitants sont forcés de construire un pont dont les travaux ont commencé plus de 700 ans plus tôt. Robin est elle aussi contrainte d'y participer avant d'être libérée avec d'autres détenus par des membres de l'armée révolutionnaire. Après la bataille de Marine Ford, on apprend que Robin est recherchée par Dragon car elle est pour eux la "lumière de la révolution", un symbole pour les Révolutionnaires en tant que dernière survivante de l'île d'Ohara et incarnation de la rébellion contre le Gouvernement Mondial. Elle refuse dans un premier temps leur offre de rencontrer leur chef puis accepte en voyant le message codé de son capitaine dans le journal, qui demande à son équipage de se retrouver sur Sabaody deux ans plus tard au lieu de trois jours, comme prévu initialement avant leur séparation. Elle part donc pour rejoindre Dragon sur l'île de Baltigo dans l'espoir d'y gagner en force.

## Retrouvailles avec Luffy
Deux ans plus tard, (elle a 30 ans) Robin n'a plus sa frange, et son visage fait beaucoup plus doux. Elle porte un paréo rose clair ainsi que des lunettes de soleil. Sa poitrine a augmenté et elle a une taille plus fine. On peut aussi voir que sa couleur de peau est beaucoup plus claire qu'avant l'ellipse, sa peau bronzée était certainement due au soleil et au climat désertique d'Alabasta. Elle a développé de nouvelles techniques, lui permettant de varier la taille des membres qu'elle fait apparaître, et peut même créer des clones d'elle-même. Aux retrouvailles, elle arrive la huitième juste avant le Capitaine Luffy au Chapeau de Paille.

## L'île des Hommes-Poissons
L'équipage voyage sous la mer pour trouver l'île des Hommes-Poissons. Pendant le trajet, Robin continue de montrer son caractère plutôt pessimiste lorsqu'elle dit par exemple qu'il ne serait pas étonnant de retrouver plusieurs bateaux fantômes étant donné qu'ils aient pu rencontrer une créature mythique qu'est le Kraken; réponse qui bien sûr entraîne la panique. Lorsque l'équipage aperçoit enfin l'île des Hommes-Poissons, ils se retrouvent confrontés à trois membres des Nouveaux Pirates Hommes-Poissons et des monstres marins, qui proposent au capitaine et à l'équipage de se rallier aux Nouveaux Pirates Hommes-Poissons. Luffy refusera sans même réfléchir à la proposition, et Franky ayant prévu le refus de Luffy déclenche un coup de Burst vers l'île des Hommes-Poissons. Une fois arrivé sur l'île sous-marine des Hommes-Poissons l'équipage est de nouveau séparé. Robin qui est sauvée par Franky décide d'explorer l'île. Plus tard, quand l'équipage est accusé pour l'enlèvement de la princesse Shirahoshi et la future destruction de l'île des Hommes-Poissons, des gardes essayent de l'arrêter mais elle se débarrasse d'eux très facilement après leur avoir dit que c'était stupide de croire en quelque chose qui n'est prouvé scientifiquement. Elle atteint finalement la forêt sous marine où elle retrouve un Ponéglyphe. Quand elle s'aperçoit de l'altercation entre Luffy et Jimbei, elle essaie de les arrêter en créant un clone d'elle-même.